# El Guijo
Pour les articles homonymes, voir Guijo (homonymie).
El Guijo est une ville d’Espagne, dans la province de Cordoue, communauté autonome d’Andalousie.